# Fructe, Valentí i Engràcia de Segòvia
Fructe, Valentí i Engràcia (Segòvia, ca. 642/650–Hoces del Duratón, 715) haurien estat tres germans, eremites a la zona de Sepúlveda. Són venerats com a sants per les Esglésies Catòlica i Ortodoxa.

## Hagiografia

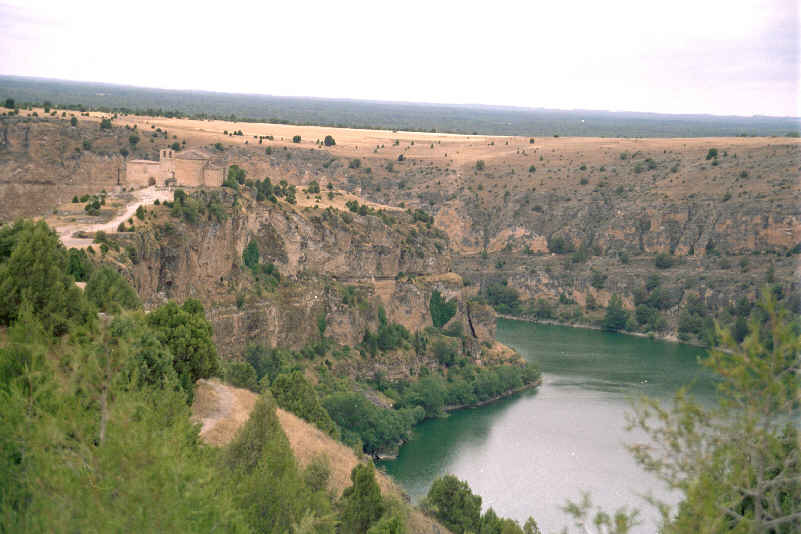
Hoces del Duratón, amb l'ermita de San Frutos

Fructe i els seus germans pertanyien a una família noble visigoda de Segòvia. En quedar orfes, els tres vengueren les seves possessions familiars i donaren els diners als pobres. Es retiraren a fer vida eremítica a una zona propera a Sepúlveda, les Hoces del Duratón, vivint en sengles coves, cadascú per separat per viure en completa solitud. Fructe va morir cap al 715, de mort natural als 73 anys. Valentí i Engràcia el sebolliren a l'ermita on havia viscut.
Ells van marxar llavors al poble de Caballar, prop de Turégano, on s'instal·laren a l'ermita de San Zoilo. Els musulmans, en arribar a aquelles terres, els mataren: els decapitaren i en llençaren els caps a una font. Era el mateix any 715. Els cossos foren portats a l'ermita de San Frutos.

### Llegendes
Una tradició diu que quan alguns fidels volgueren visitar Fructe quan anava a morir, foren seguits per tropes musulmanes. A la seva ermite, Fructe intentà convertir-los sense èxit; l'ermità traçà una línia a terra i demanà als musulmans que no la travessessin: no li feren cas i, en creuar-la, la terra s'obrí i se'ls empassà. L'esquerda a la roca, encara visible avui, és anomenada La Cuchillada. Des de llavors, els musulmans no van destorbar més l'eremita.
Fructe volia aixecar una església a la Mare de Déu i va demanar a un camperol que li deixés el seu bestiar per portar-hi les pedres. El pagès li deixà dos braus gairebé salvatges, però Fructe els acceptà i els va tornar mansos i domesticats.
Un musulmà va negar el sagrament de l'eucaristia i digué s Fructe que qualsevol animal es menjaria una hòstia si li donessin amb l'ordi. Fructe digué: «No fe atrevera ningun animal a llegar a mi Señor Iesu Christo, estando debaxo ele aquellos accidentes de pan despues que es consagrado; antes en viéndolo, lo reverenciara, y le hará acatamiento quando lo viere, y lo conociere por su Dios y Señor..». I va fer que un ase s'agenollés davant l'hòstia consagrada que li oferia en un sac d'ordi.
El 1225, un marit gelós va empènyer la seva dona al penya-segat del Duratón: tot i que era innocent, ell pensava que l'enganyava. La dona fou salvada per la intervenció de Sant Fructe i, demostrada la seva innocència, en mostra d'agraiment, va donar la seva fortuna al priorat dedicat al sant. En un mur de l'església hi ha una inscripció: «Aquí yace sepultada una muger de su marido despeñada y no morió i hizo a esta casa lymosna de sus bienes».
A l'exterior de la catedral de Segòvia, hi ha una escultura del sant, tallada el 1611 per Felip d'Aragó. De pedra, representa el sant amb gaiata, llegint un devocionari de bronze, al qual es veu un full a mig passar. La llegenda diu que la mitjanit del 25 d'octubre, a les dotze en punt, el sant passa el full, cada any un; el dia que passi l'últim full del llibre, el món s'acabarà.

## Veneració
Els tres germans són venerats com a sants patrons de Segòvia, amb festivitat el dia 25 d'octubre, amb processó fins a l'ermita del sant.
Les relíquies es van conservar a l'ermita de San Frutos fins al segle xi. Cap al 1070, quan els territoris es van repoblar, els benedictins establiren un monestir al lloc de l'ermita, el Priorato de San Frutos del Duratón, dependent de l'abadia de Santo Domingo de Silos. Al final del segle xi, en acabar-se la catedral de Segòvia, s'hi les restes s'hi van traslladar. A la nova catedral del segle xvi, les relíquies s'havien de dur a la capella de l'eix de la girola, però finalment van romandre a la capella del rerecor.

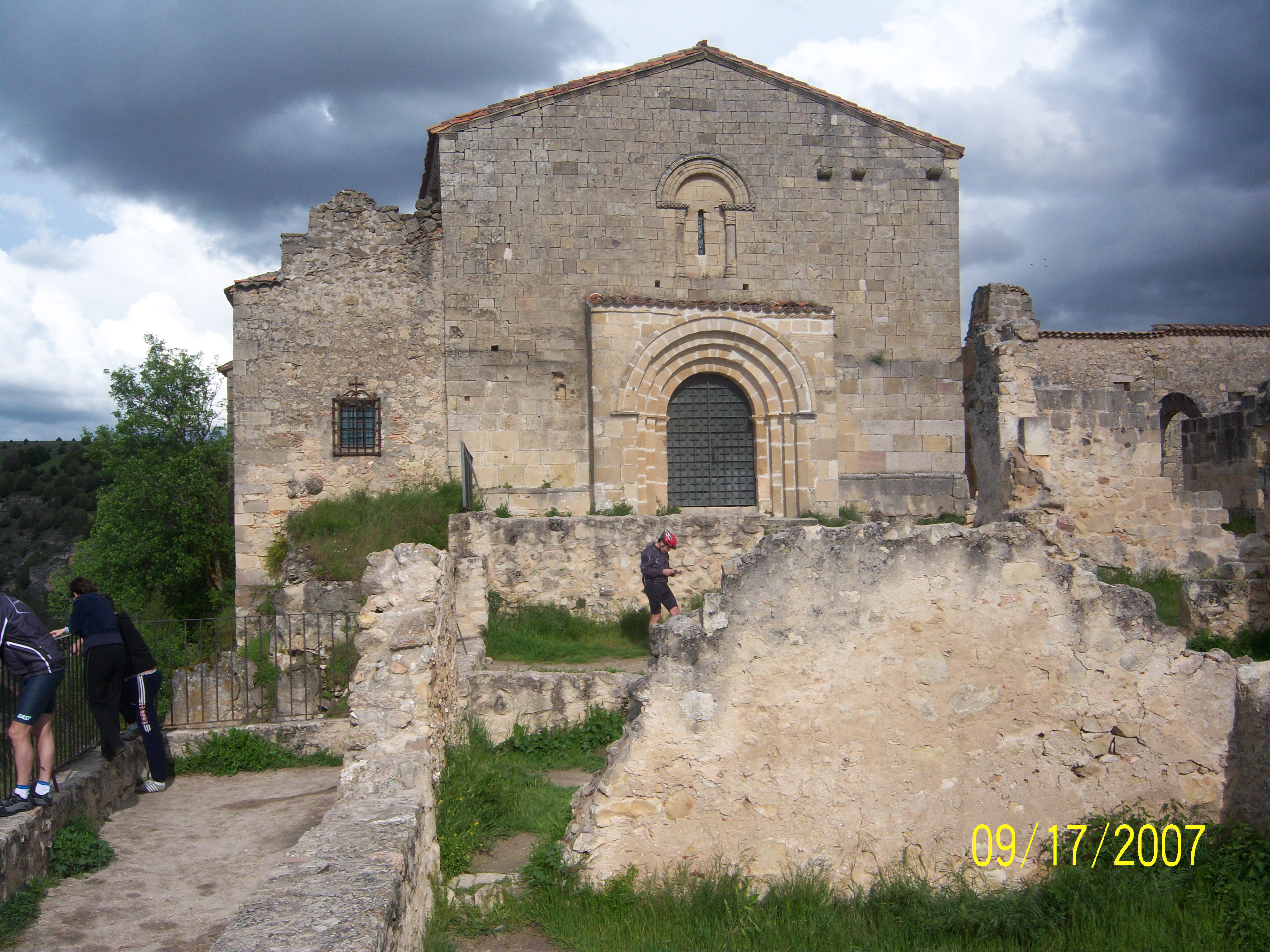
Ermita de San Frutos
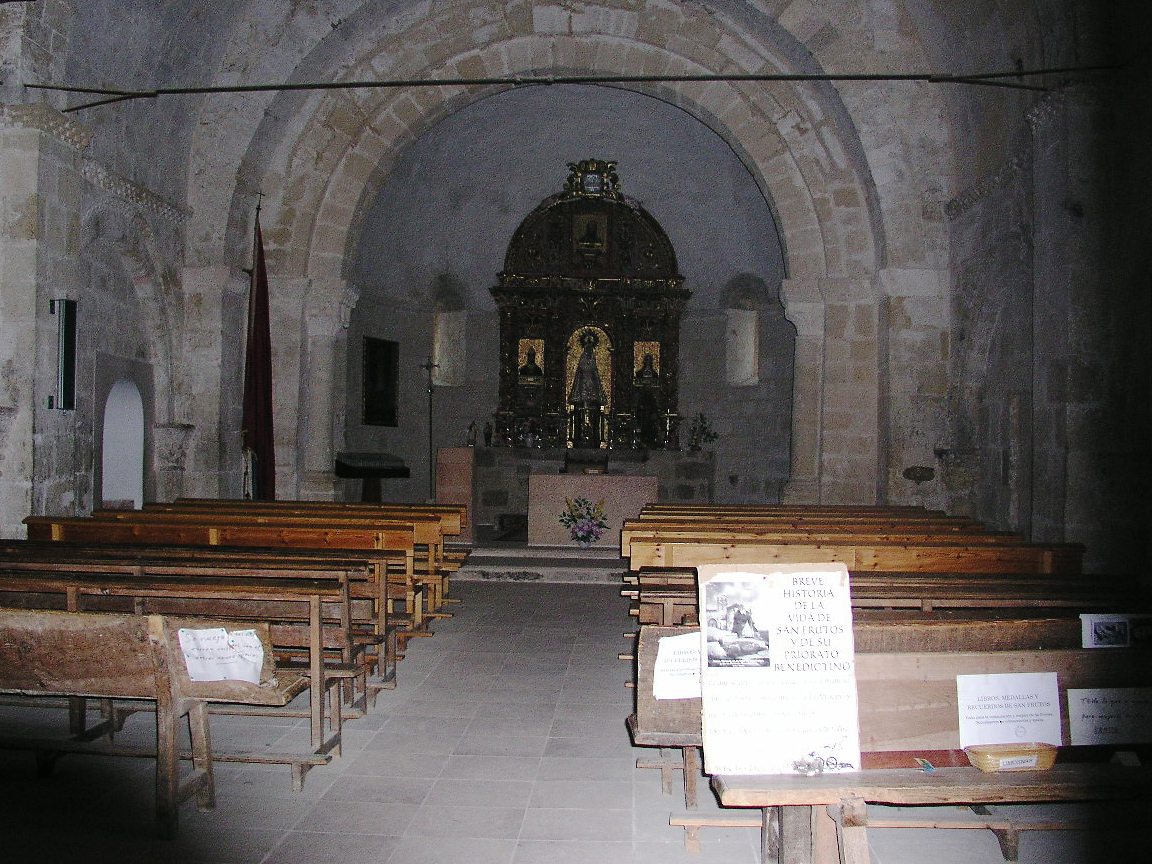
Interior de l'ermita de San Frutos
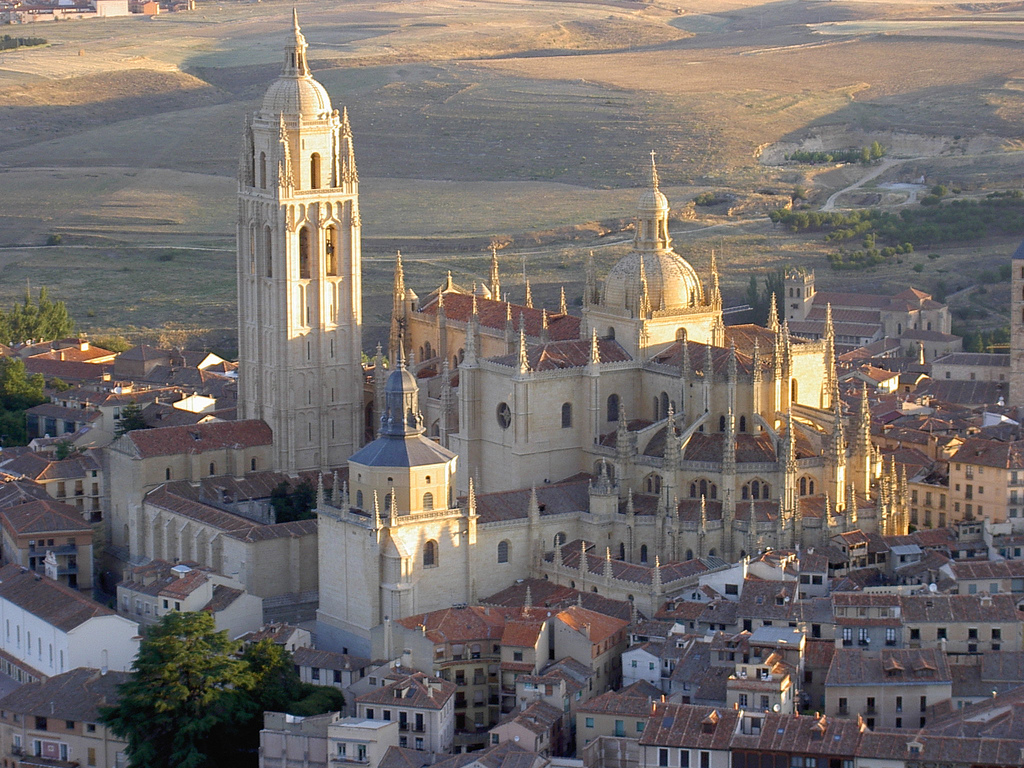
La catedral de Segòvia
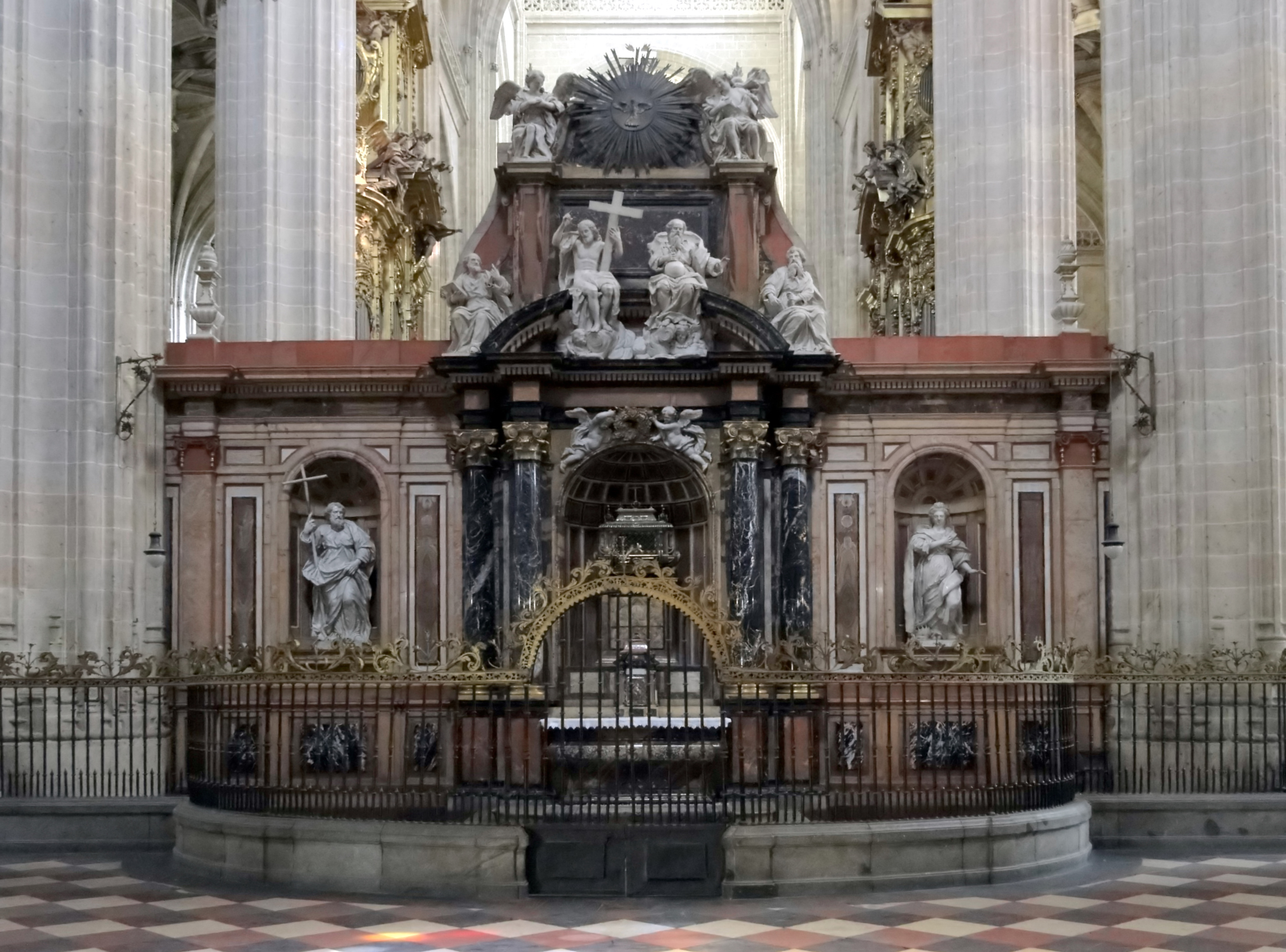
Rerecor de la catedral: al centre, nínxol amb l'urna de les relíquies
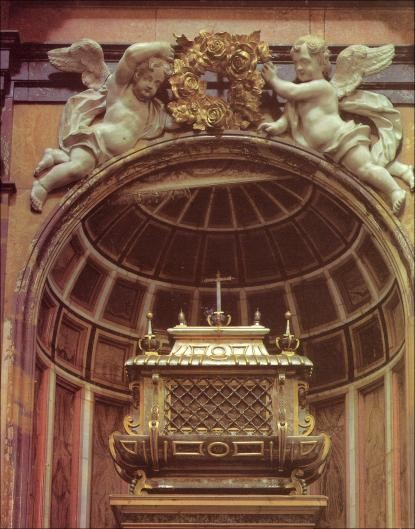
Urna amb les relíquies dels tres germans, al rerecor de la catedral